# Relleu òptic
El relleu o relleu òptic és l'aparença al microscopi dels cristalls immergits en un líquid de refringència diferent a la del mineral; el relleu òptic d'un cristall pot observar-se en comparar com aquest destaca respecte el conjunt de la làmina prima o els minerals més propers. Es diu que el relleu és alt quan les vores de gra són molt patents, ben retallades i amb ombres que les fan destacar; en canvi el relleu és baix quan la diferència entre els dos índexs de refracció és petita. El relleu és important per a dur a terme alguns tests òptics com ara el de la línia de Becke.